# Джерниган, Деннис
Деннис Джерниган (род. 1959) — автор-исполнитель современной христианской музыки. Родился в Сапалпе, сейчас живёт в Маскоги. Экс-гей, имеет жену и девять детей.
Окончил Баптистский университет Оклахомы.

## Биография
По словам самого Джернигана, большое влияние на него и его творчество оказало «освобождение от гомосексуальности», связанной, как полагает Деннис, с недостатком отцовского внимания в детстве.

В детстве мне нужен был образец мужчины, на который я мог бы опираться по мере взросления. Но поскольку я чувствовал равнодушие со стороны главного мужчины в моей жизни, моего отца, я начал искать патологической близости с другими мужчинами. Я помню, что с ранних лет чувствовал влечение к своему полу и скрывал это от других в годы учёбы в школе и колледжеОригинальный текст (англ.)As a boy I needed a role model to show me the way to manhood. But because I felt rejected by the main man in my life, my father, I began to yearn for intimacy with other men in perverse ways. I remember having feelings of attraction toward the same gender from an early age. I hid this from others as best I could through my school and college years.
Джерниган утверждает, что первое стремление измениться пришло к нему после концерта группы «2nd Chapter of Acts»:

Именно тогда (на концерте) я понял, что любовь и понимание других не так важны. Ведь Иисус будет любить и понимать меня, даже если весь мир будет ко мне равнодушен. Как раз тогда патологические мысли и стремления начали исчезать, а вместо них Он внушил мне истинное понимание любви.Оригинальный текст (англ.)It was then [during a critical moment at the 2nd Chapter of Acts concert] that I lost the need to be accepted or loved by others because I realized Jesus would love me and accept me no matter what, even when I was rejected by others! It was also at this same time that those sexually perverse thoughts and desires were changed...and He began to replace them with holy and pure thoughts about what sexual love was all about.

## Совместные проекты
Деннис записал несколько совместных работ с Натали Грант, Твилой Пэрис, Роном Кеноли и Ребеккой Сент-Джеймс.

## Изданные диски
- There's Coming a Day (1991)
- Break My Heart, O God (1991)
- Let It Rain (1992)
- I Belong to Jesus Vol I & II (1993)
- I will trust you (1995)
- Celebrate Living (1996)
- A Mystery of Majesty (1997)
- David's Song (1999)
- This Is My Destiny (1999)
- Help Me To Remember (2000)
- Worshipper's Collection, Vol. 1 (I Belong To Jesus Vol. 1 & 2) (2000)
- Worshipper's Collection, Vol. 2 (I Will Trust You & Break My Heart) (2000)
- Worshipper's Collection, Vol. 3 (Let It Rain & There's Coming A Day) (2000)
- Worshipper's Collection, Vol. 4 (Daddy's Song & No Life Too Small) (2000)
- Like Christmas All Year Around (2000)
- Songs of Ministry (2000)
- We Will Worship (2000)
- I Surrender (2001)
- Giant Killer: Heart Like David (includes 2nd CD - The Collection Vol. 1) (2002)
- Enter In - 12 new songs of Praise & Worship from New Community Church (2002)
- Jernigan Family Christmas (2003)
- I Salute You (2004)
- Songs of Freedom for Women (2005)
- Songs of Freedom for Men (2005)
- Hands Lifted High (2005)
- Daddy's Song (re-release) (2005)
- I Will Be There (2006)
- Carols Made New (2007)
- I Cry Holy (2007)
- Kingdom Come (2008)